# Área de conservación regional Bosque de Puya Raymondi-Titankayocc
El Área de conservación regional Bosque de Puya Raymondi - Titankayocc está ubicado en el distrito de Vischongo, provincia de Vilcashuamán, a tres horas de la ciudad de Ayacucho. Tiene una superficie de 6000 hectáreas. El bosque de Titancayoc es el bosque en donde más abundan las Puyas Raimondi, o titanka, en quechua, llega a agrupar unos 200 mil ejemplares. Esta especie de bromelia demora en florecer entre 80 y 100 años en y a veces alcanzan hasta 14 metros de altura. 
La puya raimondi es una majestuosa planta que crece en altitudes superiores a los 3 mil metros sobre el nivel del mar y alcanza los 10 metros de altura. Este parque reúne además a los ejemplares más grandes y densos del mundo.
Por Decreto Supremo n. 023-2010 del Ministerio del Ambiente, es una Área de Conservación Regional (ACR) a cargo del Gobierno Regional de Ayacucho.
Desde el 2023 forma parte de la reserva de biosfera Bicentenario-Ayacucho.

## Cómo llegar
El bosque de Titankayocc se encuentra a 98 km al sur de la ciudad de Ayacucho, en el km 101 de la carretera a Vilcashuamán. 